# San Andrés y Sauces
San Andrés y Sauces is een gemeente in de Spaanse provincie Santa Cruz de Tenerife in de regio Canarische Eilanden met een oppervlakte van 43 km². San Andrés y Sauces telt 4.171 inwoners (1 januari 2016). De gemeente ligt op het eiland La Palma.
Barlovento · Breña Alta · Breña Baja · Fuencaliente de La Palma · Garafía · Los Llanos de Aridane · El Paso · Puntagorda · Puntallana · San Andrés y Sauces · Santa Cruz de La Palma · Tazacorte · Tijarafe · Villa de Mazo